# Dorste

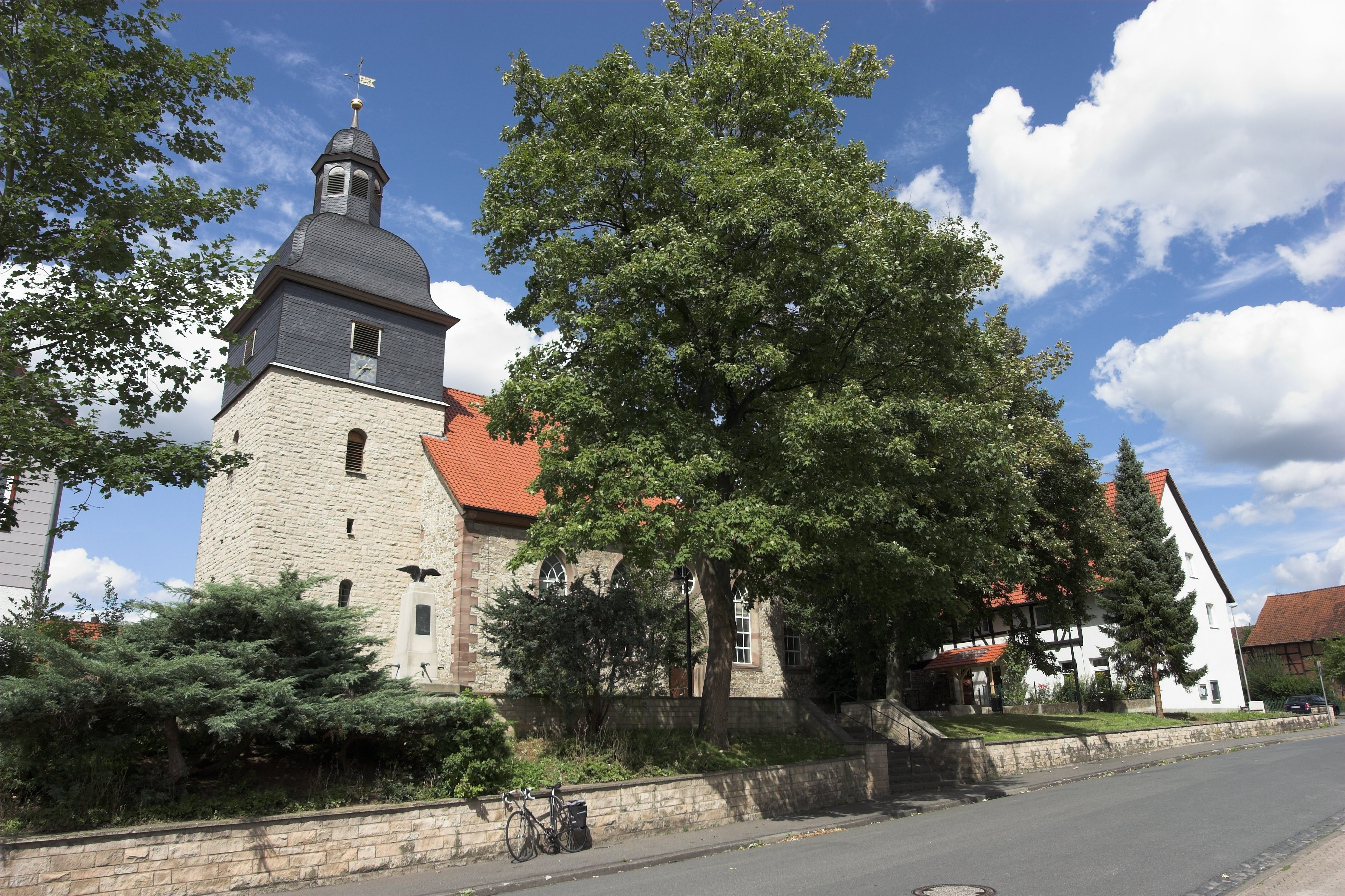
St.-Cyriaci-Kirche

Dorste ist ein Dorf im südwestlichen Harzvorland und Ortsteil der Stadt Osterode am Harz im Landkreis Göttingen in Südniedersachsen, Deutschland, und liegt am Rande des Kreisgebiets an der Grenze zum Landkreis Northeim. Dorste hat derzeit 1.240 Einwohner (Stand 31. Dezember 2023).

## Geographie
Dorste, das früher auch Dorstide, Dorstede und Dorstat genannt wurde, liegt ca. 10 km entfernt von der Kreisstadt Osterode am Harz am Rand des Harzes im Süden Niedersachsens. In der Umgebung des Dorfes befinden sich die Ortschaften Berka, Schwiegershausen, Förste, Ührde, Wulften und Marke. Nahe dem Ort fließt die Söse; eine seichte Hügellandschaft prägt das Umland.

## Geschichte
Dorste wurde zum ersten Mal im Jahr 1218 in einem Stiftungsbrief des Jakobiklosters zu Osterode erwähnt. Vorher schon waren die Hügel um den Ort von kleineren Dörfern besiedelt, die aber nach und nach in der Ortschaft Dorste aufgegangen sind (u. a. Thomashagen, Helmoldshagen, Altenhagen). So deuten noch heute einige Straßennamen auf diese alten Dörfer hin (z. B. Hagenstraße).
Durch Dorste führte die Nürnberger Heer- und Handelsstraße, die sich von Lübeck bis Norditalien zog (→ Reichsstraße (Mittelalter)).
Abgesehen von der Zugehörigkeit zum Herrschaftsbereich der Welfen ist bis zur Mitte des 13. Jahrhunderts nichts weiteres über den Ort bekannt. Im Jahr 1269 kam Dorste bei einer Teilung durch Otto „das Kind“ unter die Herrschaft von Ottos Sohn Albrecht. Bei einer nochmaligen Teilung fiel Dorste dann 1285 an Heinrich „den Wunderlichen“.
Im 14. Jahrhundert wurde die Gegend um Dorste für einige Jahrzehnte besetzt. 1365 nahm Friedrich, Landgraf von Thüringen, die zwischen Stauffenburg und Osterode gelegenen Schlösser und Burgen im Krieg gegen Herzog Albrecht I. ein, zu denen auch die Burg Lichtenstein in der Nähe von Dorste gehörte.
In der Folgezeit wechselte die Gewalt über den Ort öfter zwischen dem Erzbistum Mainz, dem Herzog Albrecht von Grubenhagen und den Städten Osterode und Herzberg am Harz. Auch die Familien von Dyke, von Hoyer, von Leuthorst sowie die Klöster in Einbeck, Katlenburg und Hildesheim besaßen Land, Höfe und Steuerrechte in und um Dorste.
Sowohl aus der Zeit des Dreißigjährigen Krieges (1618–1648) als auch der des Siebenjährigen Krieges (1757–1764) ist nichts Genaueres zum Dorfgeschehen überliefert. Im Dreißigjährigen Krieg wurde der Ort teilweise zerstört. Kurz danach findet sich die älteste Kirchenrechnung aus dem Jahr 1665, während die Kirchenbücher bereits 1627 geführt werden. Die St.-Cyriaci-Kirche wurde 1824 erbaut und besitzt eine Länge von 22 m und eine Breite von 14 m. Der untere Teil des älteren Kirchturms, in dem sich das Erbbegräbnis derer von Hedemanns befand, hat schlichte Bruchsteinwände, spitzbogige Fenster und eine, ein Gewölbe bildende, Holzdecke.
Zur Zeit der französischen Besatzung durch Napoleon (1807–1815) gehörte Dorste zum neu gegründeten Königreich Westphalen. Genauer gesagt lag der Ort im Harzdepartement des Königreiches im Distrikt Osterode, Kanton Lindau.
Eine Kompanie des 95. französischen Regiments besetzte 1803 für ein paar Monate das Dorf, musste aber bald wieder abziehen. Allerdings zog die Kompanie 1807 wieder in die Gegend ein und blieb dort bis 1813. Am 27. Juli 1814 wurde zum endgültigen Ende der Besetzung das Friedensfest gefeiert.
Nach den Befreiungskriegen und der Bauernbefreiung verschlechterte sich die Situation Dorstes. Durch schlechte Ernten und die Cholera gab es Hungersnöte, aufgrund derer einige Dorster Bürger nach Amerika auswanderten.
Ab der Mitte des 19. Jahrhunderts verbesserte sich die wirtschaftliche Lage des Dorfes allerdings wieder aufgrund der hohen Produktivität seiner Bauernhöfe. Diese war u. a. Folge der Landverkopplung, durch die kleine Parzellen zusammengelegt, und bisherige Allmendeflächen einzelnen Höfen zugeteilt wurden. Die Gemeinde Dorste zählte deshalb ab diesem Zeitpunkt zu den reicheren innerhalb des Kreises Osterode. Im Jahre 1895 wurde eine Molkerei gegründet, ab 1910 gab es Elektrizität im Dorf und 1911 wurde das neue Schulhaus errichtet.
In der Zeit der Weimarer Republik mit ihren wirtschaftlichen Krisen ging es dem Dorf aufgrund seiner landwirtschaftlich geprägten Struktur nach wie vor vergleichsweise gut. Die bürgerlichen Parteien erreichten bis 1930 die Stimmenmehrheit bei den Wahlen. Danach setzten sich die Nationalsozialisten immer mehr durch.
Nach dem Zweiten Weltkrieg verändert sich die wirtschaftliche Struktur des Dorfes. Durch verbesserte Technik und geringere Profitabilität verringerte sich die Zahl der Arbeitsplätze im landwirtschaftlichen Bereich. Immer mehr Menschen fanden Arbeit in den in naheliegenden Städten ansässigen Unternehmen.
Am 1. Juli 1972 wurde Dorste in die Stadt Osterode eingemeindet. In den Jahren 1975–78 wurden die landwirtschaftlichen Flächen durch eine weitere Flurbereinigung erneut zusammengefasst.

### Der Edelhof
Der Edelhof wurde als Siedlerhof von Braun Gerlach erbaut, der später mit seiner Frau, der Adeligen Anna von Vetterott, dort einzog. Ihr Kind nannte sich „Hans von Dorste“.
Nach dessen Tod Anfang des 17. Jahrhunderts kaufte der Kanzler Johann Jagemann den Hof und bewohnte ihn mit seiner Familie.
Ab 1617 wohnten die Hedemanns auf dem Edelhof. Sie erhielten den Hof als Lehen für ihre Verdienste gegenüber Herzog Christian von Braunschweig und übten u. a. durch die Leibeigenschaft in den folgenden 250 Jahren einen starken Einfluss auf das wirtschaftliche und kulturelle Leben der Dorster aus. Nach einigen Streitigkeiten um den Hof wurden auch sie Anfang des 18. Jahrhunderts in den Adelsstand erhoben. Durch die Vergrößerung ihrer Besitzungen nach dem Dreißigjährigen Krieg (Mitte des 18. Jahrhunderts besaßen sie zwei große und 27 kleine Höfe sowie die bereits 1619 erbaute Papiermühle) wurde die Familie zwischenzeitlich sehr reich und konnte sich einen heute nicht mehr vorhandenen Lustgarten und mehrere Erweiterungen des Edelhofs leisten.
Zwischen 1708 und 1859 wurden insgesamt 25 Mitglieder der Familie in einer Gruft unter der Kirche beigesetzt. Mitte des 19. Jahrhunderts verarmten die Hedemanns allerdings und der Edelhof wurde an Friedrich Ohlmer verkauft. 1882 wurde der Hof dann an die Gemeinde weiterveräußert.

### Der Lichtenstein
Ca. drei Kilometer entfernt von Dorste liegt auf dem bewaldeten Lichtenstein die Ruine der, einst den Herzögen von Grubenhagen gehörenden, Burg Lichtenstein. Von dort aus haben Raubritter im Mittelalter die Nürnberger Heer- und Handelsstraße belagert. Zuerst wurde die Burg um das Jahr 1404 bezeugt, ihr Ursprung ist jedoch sicherlich älter. 1507 wurde das feste Haus, nachdem es bereits verpfändet war, an die Herren von Leuthorst verkauft. Da die Burg aus hellem Gips erbaut ist, wurde sie auch Silberburg genannt, heute zeugen nur noch ein größerer Mauerrest von dem einstigen festen Haus.
In letzter Zeit hat dieser Ort vor allem für Aufmerksamkeit gesorgt, weil nahe der Burgruine eine Höhle (Lichtensteinhöhle) mit gut erhaltenen Skeletten aus der Bronzezeit entdeckt wurden.

## Religionen
Der Großteil der Einwohner Dorstes ist evangelisch-lutherischer Konfession. Zur ansässigen St.-Cyriaci-Gemeinde gehören die Kirche, das Gemeindehaus sowie ein Pfarrhaus. Andere Konfessionen, bzw. Religionen, sind nicht mit eigenen Gemeinden vertreten.

## Politik
Der Ortsrat setzt sich seit der Kommunalwahl am 12. September 2021 wie folgt aus elf Ratsfrauen und Ratsherren zusammen (Veränderungen zu 2016):
- SPD: 8 Sitze (+1)
- CDU: 3 Sitze (−1)

(Stand: Kommunalwahl 2021)

## Kultur und Sehenswürdigkeiten

### Regelmäßige Veranstaltungen
Schüttenhoff
Schüttenhoff nennt man in Dorste und anderen Dörfern der Umgebung das alle vier Jahre an Pfingsten stattfindende Schützenfest.
Historisch gesehen entstammt das Fest der Notwendigkeit für die Dorfbewohner, sich früher gegen Ritterschaften und andere Feinde zu verteidigen. Die Landherren drängten darauf, dass in den Dörfern Schieß- und Exerzierübungen abgehalten wurden, um für den Fall einer Auseinandersetzung gewappnet zu sein.
Der erste urkundlich erwähnte Schüttenhoff fand in Dorste im Jahr 1742 statt. Aus diesem Jahr stammt der erste Anhänger am sog. „Kleinod“, einer Vorrichtung an den zu jedem Schüttenhoff ein weiterer Anhänger mit dem Namen des Bestemann hinzugefügt wird.

## Wirtschaft und Infrastruktur
Ein bedeutender Wirtschaftszweig in der Region ist die Gipsindustrie. Auch in der Dorster Feldmark, im Lichtenstein, gibt es reiche Vorkommen, die von drei Gipswerken (Südharzer Gipswerke, Rumpf und Salzmann, Rigips) ausgebeutet werden.

### Verkehr
Dorste liegt an der Bundesstraße 241 zwischen Katlenburg und Osterode am Harz. Kreisstraßen führen außerdem nach Schwiegershausen, Wulften und Förste.

## Persönlichkeiten
- Georg von Hedemann (1729–1782), Gutsbesitzer und Landrat
- Waldemar Ohlmer (1881–1971), Landwirt und Politiker (FDP)
- Wilhelm Armbrecht (1898–1972), Politiker (SPD), Mitglied des Niedersächsischen Landtags